# 中国乒乓之绝地反击
《中國乒乓之絕地反擊》是2023年中国體育電影，由鄧超自導自演（另一導演為俞白眉），孙俪、许魏洲、段博文、蔡宜达、丁冠森、孙浠伦、吴京、俞灏明共同主演。劇情講述1992年至1995年期間，以蔡振華为原型的乒乓球教練由國外回來擔任主帥，決心有一番作為，丁松、馬文革、王濤、劉國梁、孔令輝五名運動員在其帶領下，在天津世錦賽絕地反擊的故事。

## 角色
| 演员   | 角色   | 介绍       |
| ------ | ------ | ---------- |
| 鄧超   | 戴敏佳 | 原型蔡振華 |
| 孙俪   | 王盈   |            |
| 许魏洲 | 白民和 | 原型马文革 |
| 段博文 | 黄昭   | 原型王濤   |
| 蔡宜达 | 龚枫   | 原型丁松   |
| 丁冠森 | 侯卓翔 | 原型刘国梁 |
| 孙浠伦 | 董帅   | 原型孔令輝 |
| 吴京   | 大李   | 原型郗恩庭 |
| 俞灏明 | 王遥   | 原型王浩   |

## 上映
2023年1月6日，《中国乒乓之绝地反击》宣布于2023年1月22日（大年初一）正式上映。1月16日，宣布延档至2023年1月24日（大年初三），首日票房近三千万，但疑似因票房未达預期，上映一日后由廈門恆業影業緊急發出公告，表示將撤檔並改以小規模播放。廈門恆業影業聲稱「團隊在決策、籌備、推進工作中有重大失誤和不足之處，因此春節檔期陷入『特別被動的局面』，並對導演鄧超、俞白眉和主演及工作人員們道歉，為了讓更多觀眾看見，『經片方決定，電影從初五開始調整為小規模放映....』」並決定於2023年2月17日重新上映。最终中国大陆获得1亿人民币票房。

## 奬項
| 年份 | 颁奖典礼             | 奖项         | 入圍者                 | 结果 |
| ---- | -------------------- | ------------ | ---------------------- | ---- |
| 2023 | 第36屆中國電影金雞獎 | 最佳故事片   | 《中國乒乓之絕地反擊》 | 提名 |
| 2023 | 第36屆中國電影金雞獎 | 最佳导演     | 鄧超、俞白眉           | 提名 |
| 2023 | 第36屆中國電影金雞獎 | 最佳美术     | 霍廷霄                 | 提名 |
| 2023 | 第36屆中國電影金雞獎 | 最佳录音     | 馮彥茗、林雪麟         | 提名 |
| 2025 | 第20届华表奖         | 优秀故事片奖 | 《中國乒乓之絕地反擊》 | 提名 |